# Quang Trạch (nhà Đường)
Quang Trạch (chữ Hán: 光宅; tháng 9 tới tháng 12 năm 684) là niên hiệu của Đường Duệ Tông Lý Đán. Nhưng mà thực tế đã bị Võ Tắc Thiên thao túng triều chánh. Vì vậy, có thể coi đây là niên hiệu của triều đại do nữ hoàng đế Võ Tắc Thiên nắm quyền.

## Đại Sử Ký
Tháng 9 nguyên năm Văn Minh, Võ Tắc Thiên ban bố Cải Nguyên Quang Trạch Xá Văn,  dời đô về Lạc Dương. Ngày 5 tháng 9 đại xá muội sảng, cuối cùng đại thí tội phạm.
Niên hiệu Quang Trạch kéo dài trong bốn  tháng. Sau khi bình định Lý Kính Nghiệp phản loạn, Võ Tắc Thiên lấy (Thượng Thư Võ Thành)「Đôn hậu tin tưởng minh bạch lẽ phải, tôn trọng ơn huệ báo đáp công lao, ban cho mà trị thiên hạ」Cải nguyên Thùy Củng.。